# Derrick Marks
Derrick Marks (Chicago, Illinois, 14 de septiembre de 1993) es un baloncestista estadounidense que pertenece a la plantilla del U.C.C. Piacenza de la Serie A2 italiana. Con 1,91 metros de estatura, juega en la posición de base.

## Trayectoria deportiva

### Universidad
Jugó cuatro temporadas con los Broncos de la Universidad Estatal de Boise, en las que promedió 15,1 puntos, 3,6 rebotes, 2,9 asistencias y 1,5 robos de balón por partido. En 2013 fue incluido por los entrenadores en el segundo mejor quinteto de la Mountain West Conference, mientras que en 2015 lo era en el primero, siendo además elegido Jugador del Año de la conferencia. Acabó su etapa universitaria como el cuarto máximo anotador de la historia de la MWC.

### Profesional
Tras no ser elegido en el Draft de la NBA de 2015, firmó su primer contrato profesional con el Derthona Basket de la Legadue Gold, el segundo nivel del baloncesto italiano. Jugó una temporada como titular en el equipo, promediando 15,0 puntos y 3,6 asistencias por partido.
En agosto de 2016 se comprometió con el Basket Ravenna, también de la Legadue. Allí jugó una temporada en la que promedió 15,8 puntos y 2,7 rebotes por partido.
En octubre de 2017 se incorporó al campus de entrenamiento de los Erie BayHawks de la G League, equipo con el que acabó firmando contrato.